# Dasharatha
En el marco de la mitología hindú, Dásharatha es el padre del rey-dios Rama, descendiente del rey Raghú, y perteneciente al clan solar, que descendía del remoto rey Iksuakú (hijo de Manu), y soberano de Aiodhiá.

## Nombres sánscrito
- दशरथ, en letra devánagari
- Daśaratha, en el sistema AITS (alfabeto internacional de transliteración sánscrita).
- Dásarata en malayo
- Thotsarot, en thai

- El significado original (antes del Ramaiana) era ‘diez carros’.[1]
- Nombre de un hijo de Nava-Ratha (‘nueve carros’).[2]
- Nombre de un ancestro del rey Dásharath.
- Otro nombre de Romapāda o Lomapāda.[3]
- Nombre de un hijo de Suiashas.
- El cuerpo humano, porque tiene diez sentidos que arrastran al carro del alma.[4]

## Datación de la leyenda
El rey Dasaratha ―así como todos los personajes del Ramaiana, incluido el rey Rama― no es mencionado en el Rig-veda (el texto más antiguo de la India, de mediados del II milenio a. C.).
La historia de su vida se narra por vez primera en el texto épico hinduista Ramaiana (primero y segundo capítulos)

## Leyenda
Dásharatha tuvo tres esposas:
- Kaushalia (con la que tuvo a Rama y una hija, Shanta, que más tarde se casaría con Ekashringa).
- Sumitra (con quien tuvo a Láksmana y Shatrughna.
- Kaikeí (con quien tuvo al famoso rey Bharatá, por quien la India actual se llama Bharata).

También tuvo como hijo a Idávida.
En el Ramaiana se cuentan cuatro sucesos clave en la vida de Dásharatha:

### Rávana
Al oír las hazañas del rey Dásharatha, el rey demonio Rávana —que tenía diez cabezas y veinte brazos, y cuya ambición era reinar sobre los «tres mundos»— se llenó de envidia y envió mensajeros a la corte de Dásharatha amenazando al rey para que le pagara tributo o enfrentara una guerra. Dásharatha disparó una multitud de flechas al aire y les dijo a los mensajeros que al volver encontrarían las puertas de la capital de Rávana (Lanka) cerradas por sus flechas. Cuando Rávana se sintió avergonzado por su derrota, las flechas volaron solas de vuelta a Aiodhia. Al darse cuenta de que Dásharatha era superior a él, Rávana realizó intensas tapas (austeridades) para obtener el favor del dios Brahmá. Cuando Brahmá se le apareció, Rávana le pidió: «¡Señor! Deme la bendición de su gracia: que ningún hijo nazca de las entrañas de Dásharatha».

### Maldición
Dásharatha era famoso por su habilidad de cacería a ciegas, guiándose solo por el sonido. Durante una de sus expediciones, oyó el ruido de un elefante bebiendo agua, y disparó una potente flecha en esa dirección. Para su aflicción, había herido mortalmente a un joven que estaba recogiendo agua para calmar la sed de sus padres ciegos. El joven Sravana llevaba a sus padres a todas partes utilizando una balanza que cargaba sobre sus hombros. Ellos eran completamente dependientes del joven, y Sravana estaba inconsolable por el pensamiento de que ellos no tendrían nadie que los protegiera. Como último deseo le dijo al rey que le llevara agua a sus padres.
El rey llevó el agua, la pareja la bebió ―sin saber que no era el hijo quien se la daba―. Entonces el rey se presentó y les narró el incidente. En su dolor, el anciano padre maldijo al rey a que él también sufriera de putra-shoka (‘hijo-angustia’, dolor por la separación de su hijo). Los dos ancianos se suicidaron, porque no querían vivir después de haber consumido algo ofrecido por el asesino de su hijo.

### Bendición a su esposa
Dásharatha peleó del lado de los devas en una batalla contra los asuras, con su esposa Kaikeyi como auriga. Durante la batalla, Kaikeyi le salvó la vida. Agradecido, Dásharatha le prometió a Kaikeyi cualesquiera dos bendiciones que ella quisiera en el futuro.

### Muerte de Dásharatha
Estos incidentes en la vida de Dásharatha generarían desastres en el curso futuro de los eventos. Después de destruir la maldición de Rávana mediante la realización de un sacrificio de caballo para tener hijos, Dásharatha fue bendecido con cuatro hijos. Cuando los hijos crecieron, Dásharatha decidió retirarse y ungir a Rama, el mayor, como su príncipe heredero.
Pero antes de que la ceremonia tuviera lugar, la ambiciosa Kaikeyi le pidió las bendiciones que él había prometido. Demandó que como primera bendición, nombrara rey a su hijo Bharatá en vez de a Rama, y como segunda bendición le pidió que Rama tuviera que exiliarse de Aiodhia durante 14 años.
El rey tuvo que acceder, ya que el dharma de un chatría (guerrero hinduista) le ordena cumplir con su palabra. El entristecido Dásharatha murió de tristeza por la separación de su hijo. Así cumplió la maldición del padre de Sravana.